# Бадд-Лейк (Нью-Джерсі)
Бадд-Лейк (англ. Budd Lake) — переписна місцевість (CDP) в США, в окрузі Морріс штату Нью-Джерсі. Населення — 9784 особи (2020).

## Географія
Бадд-Лейк розташований за координатами 40°52′25″ пн. ш. 74°44′13″ зх. д. / 40.87361° пн. ш. 74.73694° зх. д. (40.873494, -74.736828).  За даними Бюро перепису населення США в 2010 році переписна місцевість мала площу 16,64 км², з яких 14,10 км² — суходіл та 2,54 км² — водойми.

## Демографія
Згідно з переписом 2010 року, у переписній місцевості мешкало 8968 осіб у 3232 домогосподарствах у складі 2385 родин. Густота населення становила 539 осіб/км².  Було 3423 помешкання (206/км²).
Расовий склад населення:
| - 80,9 % — білих - 7,7 % — азіатів - 6,4 % — чорних або афроамериканців - 0,2 % — корінних американців - 0,1 % — вихідців з тихоокеанських островів - 2,4 % — осіб інших рас |

До двох чи більше рас належало 2,4 %. Частка іспаномовних становила 13,1 % від усіх жителів.
За віковим діапазоном населення розподілялося таким чином: 26,4 % — особи молодші 18 років, 65,9 % — особи у віці 18—64 років, 7,7 % — особи у віці 65 років та старші. Медіана віку мешканця становила 37,6 року. На 100 осіб жіночої статі у переписній місцевості припадало 100,6 чоловіків;  на 100 жінок у віці від 18 років та старших — 95,0 чоловіків також старших 18 років.
Середній дохід на одне домашнє господарство  становив 105 048 доларів США (медіана — 90 504), а середній дохід на одну сім'ю — 120 644 долари (медіана — 113 426). Медіана доходів становила 81 132 долари для чоловіків та 58 583 долари для жінок. За межею бідності перебувало 3,5 % осіб, у тому числі 3,8 % дітей у віці до 18 років та 3,7 % осіб у віці 65 років та старших.
Цивільне працевлаштоване населення становило 4618 осіб. Основні галузі зайнятості: освіта, охорона здоров'я та соціальна допомога — 19,2 %, виробництво — 17,3 %, роздрібна торгівля — 15,0 %.